# Dencia
 (septembre 2022).
Dencia, surnommée la « Lady Gaga africaine », née Reprudencia Ndong Sonkey le 26 mars 1988 à Yaoundé, est une chanteuse, entrepreneuse et styliste camerouno-nigériane.

## Biographie

### Naissance, enfance et adolescence
Elle naît le 26 mars 1988 à Yaoundé, capitale politique du Cameroun, d'une mère adolescente et est élevée par ses grands-parents maternels comme leur enfant et déménage ensuite aux États-Unis à l'adolescence.

### Carrière
Elle fait ses débuts en apparaissant dans des clips d'artistes américains renommés tels que Chris Brown, 50 Cent, Lady Gaga et Ludacris. Dencia sort son premier single intitulé Beri Beri en 2011.
En tant que styliste, elle crée des looks pour des artistes tels que Nicki Minaj, Rihanna, Christina Milian et Lil Mama, et est connue pour ses propres déclarations sur la mode et ses apparitions sur les tapis rouges des Billboard Music Awards, des Grammy Awards et des American Music Awards,,,.
En 2012, Dencia lance sa première ligne de soins, Whitenicious, qui comprend des crèmes éclaircissantes.
Dencia a depuis créé des marques pour d'autres célébrités et possède aujourd'hui six marques de soins de la peau à son actif.

## Vie privée
En 2016, Dencia fait parler d'elle en tant que petite amie du footballeur Paul Pogba à Manchester.